# 関西ゲートウェイ
関西ゲートウェイ（かんさいゲートウェイ）は、大阪府茨木市に所在する大規模物流施設。大和ハウス工業が所有し、ヤマトグループが一括賃借して物流ターミナルなどとして使用する。

## 立地
名神高速道路茨木インターチェンジに近接し、関西国際空港や大阪国際空港、大阪港、神戸港へも短時間で到達できる。かつてこの地には松下電器産業茨木工場があり、1958年に白黒テレビの生産を開始。ナショナルテレビの発祥の地となった。プラズマディスプレイの生産を行ったが、2012年3月に稼働を終了。工場跡地は2014年秋に大和ハウス工業に売却された。工場建物は竹中工務店により解体され、敷地の北側約半分に2015年12月11日にBTS型施設として関西ゲートウェイを着工。2017年10月5日に開所式が行われ、同年11月1日より本格稼働を開始した。
パナソニック茨木工場の跡地からは、弥生時代から平安時代にかけての遺跡である郡遺跡と倍賀遺跡が出土している。
パナソニックとヤマトグループは、神奈川県藤沢市のスマートシティ「Fujisawa SST」でも次世代物流サービス事業で協業している。

## 機能
神奈川県愛川町の厚木ゲートウェイ、愛知県豊田市の中部ゲートウェイとの間でフルトレーラーなどを使用した多頻度幹線輸送が行われ、三大都市圏間の当日配送が可能になる。このほか、ヤマトグループの企業により流通加工や医療機器の洗浄・滅菌、家電製品の修理など、物流ネットワークと組み合わせた付加価値機能を有する。
一般向けの見学コースが設けられ、宅急便の歴史や物流の仕組みなどを知ることができる。